# Тбилисский государственный армянский драматический театр имени П. Адамяна
Тбилисский государственный армянский драматический театр имени П. Адамяна — профессиональный театр, основанный благодаря содействию армянской общины в Грузии в 1856 году в городе Тифлисе путём привлечения армянских профессиональных актёров.

## История
Речи об основании такого театра начали ходить ещё в 1820-х годах, когда армянские бродячие актёры гастролировали по Грузии, давая представления в школах и сценах других театров. В 1863 году группу актёров возглавил Геворк Чмшкян (1837—1916), который воспитал целую плеяду талантливых актёров. С театром поддерживали непосредственную связь драматурги из Армении, в том числе Габриел Сундукян. Тифлис стал своеобразным центром драматургии для местных армян, нередко случалось так, что в город приезжали работать молодые актёры из самой Армении, отдавая предпочтение этому театру.
Театр давал представления не только по пьесам армянских драматургов, но и по всемирно известным произведениям таких классиков, как Шекспир («Венецианский купец», «Отелло» к 320-летию со дня рождения драматурга, «Гамлет»), Шиллер, Мольер и т. д. Среди армянских драматургов зрителям и актёрам больше всего нравился Г. Сундукян, среди мировых — В. Шекспир.
Произведения русских драматургов также ставились в театре. Среди них А. Грибоедов, Н. Гоголь, М. Лермонтов, А. Островский. На этой почве проявили себя десятки опытных актёров и дебютировали сотни начинающих артистов, но кроме сценических достижений, были не менее важные закулисные достижения в виде первых постановок на таком уровне от режиссёров.
Приход советской власти также оставил свой отпечаток в истории театра. Был назначен новый художественный руководитель, им стал Л. Калантар, также театр получил новое имя, его назвали в честь Степана Шаумяна. Из пьес того времени самыми успешными были «Женитьба» Н. Гоголя, «Разбойники» Шиллера и «Чудо святого Антония» М. Метерлинка.
С 1 мая 1921 года труппа носит почётный статус государственного театра.
29 марта 1936 года театр переехал в собственное здание на Авлабаре. График работы предусматривал выступления три раза в неделю. Тандем двух армянских режиссёров, А. Абаряна и Ф. Бжикяна, ставил спектакли, которые регулярно удостаивались зрительских оваций. Несмотря на приход нового поколения, старые мастера не забывались: пьесы Сундукяна, как и других армянских драматургов, не старели; не забыли и про Островского («Без вины виноватые»), добавили в репертуар М. Горького («Враги»), также отдавалась дань и грузинской стороне в виде постановок произведений А. Ширванзаде («Намус», «Из-за чести», «Злой дух»). В театре наравне с армянами выступало немало грузинских артистов, и это приветствовалось.
Деятельности театра не помешала даже Великая Отечественная война. В репертуаре появилось более чем 60 постановок, направленных на патриотическое воспитание населения, таких как «Парень из нашего города» К. Симонова. В общем реализм являлся основным направлением всех спектаклей.
В 1956 году прошли празднования столетия театра, на церемонии вспомнили всех тех, кто сделал большой вклад в развитие армяно-грузинской драматургии, кто отдал много лет этой сцене: Г. Тер-Давтян, Г. Чмшкян, А. Мандинян, П. Адамян (в 1991 году театр был назван в его честь), О. Абелян, И. Алиханян, А. Харазян, В. Папазян. С. Сосян и многие другие.
С 2010-х представления перестали даваться в здании театра ввиду его аварийного состояния, проводятся гастроли коллектива в других театрах Грузии и Армении.
Ведется реставрация здания театра.

## Награды
- Орден «Знак Почёта» (28 апреля 1984 года) — за заслуги в развитии советского театрального искусства[4].